# 一中兩憲
一中兩憲，又稱為一國兩憲，即「一個中國、兩個憲法」，是對於臺海現狀的一種描述。由台灣大學心理系教授黃光國提出，其認為兩岸分治多年來，中華人民共和國政府和中華民國政府擁有各自法律體係的憲法，比中國國民黨榮譽主席吳伯雄所提的一國兩區更強調現實。
中華人民共和國認為這是兩個中國論述，歸屬於台獨。